# Seznam tajných přání
Seznam tajných přání (v anglickém originále The Life List) je americká filmová romantická komedie z roku 2025. Natočil ji Adam Brooks, který ji také napsal podle stejnojmenného románu Lori Nelson Spielmanové. V hlavních rolích se představili Sofia Carson, Kyle Allen a Connie Britton. Alex (Sarson) se po smrti své matky vrací ke svým dětským touhám a snaží se dosáhnout svých starých cílů, aby zjistila, že ji plnění těchto celoživotních snů zavede na nečekanou a překvapivou cestu.
Film byl vydán streamovací platformou Netflix 28. března 2025.

## Děj
Alex Rose zjistí, že její matce Elizabeth se vrátila rakovina. Po její smrti Alex v matčině závěti zjišťuje, že už nepracuje v rodinné kosmetické firmě, kde její švagrová nyní působí jako generální ředitelka. V závěti Elizabeth odkazuje Alex dědictví, které však získá až po splnění úkolů ze svého dětského „seznamu snů“.
Sled úkolů kontroluje právník Brad, který jí postupně pouští matčina videa s instrukcemi. Prvním úkolem je zjistit, zda její současný přítel Finn splňuje kritéria skutečné lásky – když Alex zjistí, že nikoliv, rozejde se s ním. V dalších úkolech má mimo jiné vystoupit na open mic večeru, každý den vyjít ze své komfortní zóny, učit děti v azylovém domě a naučit se skladbu „Clair de Lune“, což ji dovede ke skupinovému recitálu.
Při práci s mládeží poznává Garretta, koordinátora centra. Začnou se sbližovat a později spolu začnou chodit. Alex se mezitím snaží vyrovnat s odhalením, že její biologický otec je hudebník Johnny Alvarez. Spolu s Bradem odjíždí do Vermontu, kde Johnny vystupuje. Po společném večeru s Bradem spolu stráví noc, ale Johnny se druhý den neukáže. Po návratu do New Yorku dojde mezi nimi ke konfliktu – Alex má pocit, že ji Brad zklamal, když jí neřekl, že se rozešel se svou přítelkyní kvůli ní.
Garrett se jí snaží znovu získat, ale Alex si uvědomí, že nejsou kompatibilní – odmítl totiž části její osobnosti, které jsou pro ni zásadní. Brzy poté Alex s bratry stráví noc v domě jejich matky a díky sdílení jejích videí se jako sourozenci znovu sblíží.
Když Alex věří, že nesplnila všechny úkoly, přesto od Brada obdrží dům po matce. V posledním videu jí Elizabeth děkuje a nabádá ji, aby se nikdy nevzdala hledání pravé lásky.
Alex si uvědomí, že Brad splňuje všechna kritéria testu pravé lásky, omluví se mu a vyzná mu city. Na silvestra se v domě všichni sejdou a připijí na nový začátek – s poděkováním mamince, která jim pomohla najít cestu dál.